# Chondrostoma soetta

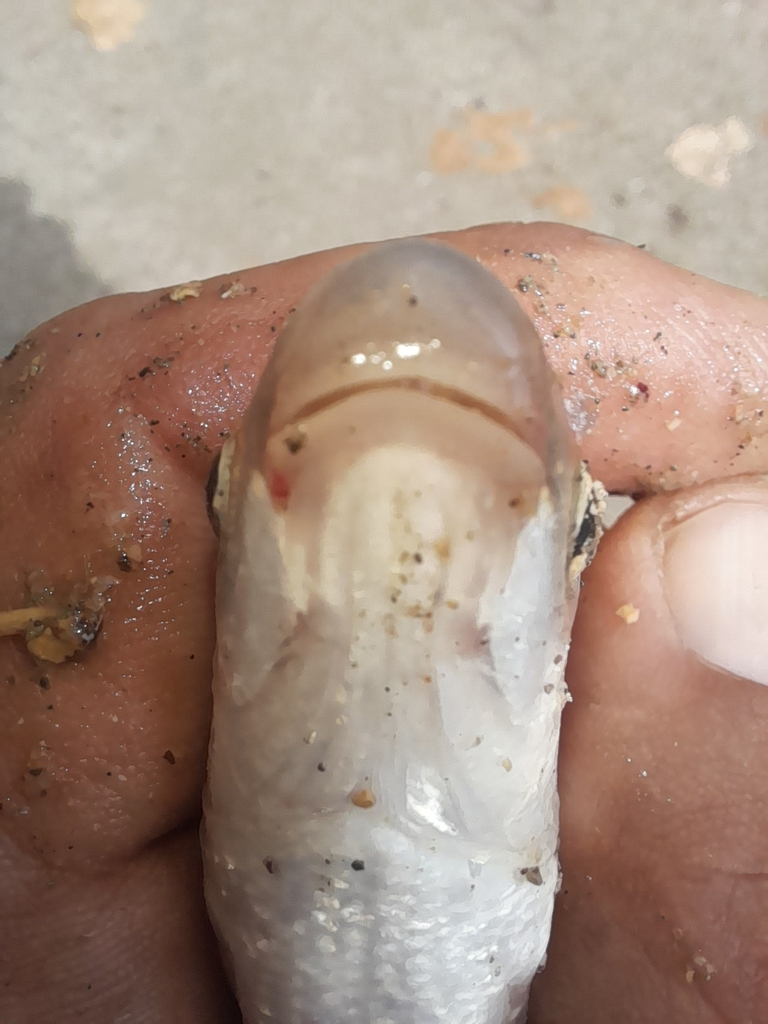
Particolare della bocca

La savetta (Chondrostoma soetta Bonaparte, 1840), è un pesce osseo d'acqua dolce appartenente alla famiglia Cyprinidae.

## Distribuzione e habitat
La specie è endemica del bacino del Po e di altri fiumi tributari dell'Adriatico settentrionale. È altresì presente in alcuni corsi d'acqua nel bacino del Po in Svizzera. Segnalata in fiumi sfocianti nell'Adriatico della Slovenia sembra però che sia estinta in questo paese. È stata introdotta e acclimatata nell'Italia centrale versante tirrenico, come nell'Arno, nell'Ombrone, nel Tevere e nel Liri-Garigliano, nonché in bacini idroelettrici dell'Appennino settentrionale.
Vive nel medio corso dei fiumi, in acque profonde e con corrente moderata, su fondi preferibilmente ghiaiosi. Si trova anche nei laghi con acque abbastanza fresche e limpide e dotati di immissari che possano essere risaliti in occasione delle migrazioni riproduttive.

## Descrizione
Presenta un corpo relativamente alto e compresso lateralmente, con testa di piccole dimensioni con muso arrotondato. La bocca è caratteristicamente posta nella parte inferiore del muso e dotata di labbra cornee, con apertura quasi rettilinea e solo moderatamente curva. Le scaglie sono abbastanza piccole. La colorazione è grigio argentea uniforme con ventre biancastro. Le pinne sono grigiastre o incolori, le pinne ventrali, la pinna anale e le pinne pettorali possono avere una lieve sfumatura giallastra, all'ascella delle pettorali vi può essere una macchia arancio di solito poco visibile. È molto simile all'affine lasca che però ha una fascia scura longitudinale e corpo assai più slanciato, a sezione subcilindrica.
Raggiunge eccezionalmente i 50 cm per 1 kg di peso, ma solitamente raggiunge una taglia inferiore.

## Biologia
Sembra che questa specie possa vivere fino a 9 anni di età.

### Comportamento
Gregaria, forma piccoli banchi di poche decine di esemplari, talvolta assieme ad altri ciprinidi.

### Riproduzione
La riproduzione avviene tra aprile e maggio. In occasione della riproduzione questa specie effettua lunghe migrazioni riproduttive per raggiungere le aree di frega, anche le popolazioni lacustri risalgono gli emissari. Le uova vengono deposte in zone a bassa profondità, spesso vicino alle rive del fiume, con fondo sassoso o sabbioso e corrente vivace. La deposizione avviene in gruppi numerosi; la femmina depone fino a 100.000 uovadi colore verde e adesive che aderiscono alle pietre o ad altri sostegni duri e si schiudono dopo due settimane circa. Lo sviluppo è lento: la maturità sessuale non viene raggiunta che a tre e talvolta quattro anni.

### Alimentazione
La savetta ha dieta onnivora, si ciba di alghe filamentose e incrostanti che raschia dalle pietre con la bocca appositamente conformata, di resti vegetali e di invertebrati bentonici come larve di insetti e molluschi raccolti grufolando su fondi di sabbia o fango.

## Conservazione
La savetta è minacciata dall'introduzione di specie alloctone come il siluro, efficiente predatore, il gardon e l'affine Chondrostoma nasus (a questa specie è dovuta l'estinzione locale in Slovenia e nell'Isonzo) che competono efficacemente. Il cormorano, le cui popolazioni hanno visto un forte incremento a partire dagli anni '90, è particolarmente pericoloso per questa specie in quanto preda gli esemplari in riproduzione nelle acque basse. Altri impatti sono gli sbarramenti dei corsi d'acqua dovuti a dighe che impediscono le migrazioni riproduttive, gli inquinamenti e l'eccessivo prelievo idrico che pregiudicano i letti di frega. Le popolazioni dei laghi del nord Italia sembrano piuttosto rarefatte mentre la specie pare del tutto scomparsa dall'asta principale del Po. È estinta nell'Isonzo e in Slovenia. Alcune popolazioni nell'areale nativo e quelle introdotte in Italia centrale (le quali potrebbero fungere da bacino per ripopolare le popolazioni settentrionali) sembrano essere in buono stato, ciò nonostante le popolazioni hanno subito un'importante decremento numerico e una notevole contrazione dell'areale effettivamente occupato. Tenendo conto della situazione descritta la Lista rossa IUCN classifica questa specie come "in pericolo".

## Pesca
Si cattura con la tecnica della passata, utilizzando come esca il bigattino, pane o impasti a base vegetale. La carne, pur commestibile, è scadente in quanto molle, insipida e ricchissima di lische. È priva di qualsiasi valore commerciale.